# Campeonato Mundial de Corta-Mato de 2007
O 35º Campeonato Mundial de Corta-Mato foi realizado em Mombaça, Quênia, em 24 de março de 2007. Quatro corridas foram realizadas, uma masculina, uma feminina, uma júnior masculina e uma júnior feminina. Todas as corridas foram compostas por competições individual e por equipas. A corrida curta para homens e mulheres foi realizada de 1998 a 2006 e foi retirada do calendário a partir deste ano, com o campeonato voltando ao formato de um dia.

## Preparação
Quando o Quênia lançou sua candidatura, foi usado o slogan "Cross Country Chega em Casa", referindo-se à dominância tradicional do Quênica a da parte oriental da África nesse evento. Todavia, nenhum grande corredor queniano veio da província costeira do país, sendo comum que os melhores corredores representem as tribos Kalenjin que residem na parte ocidental do Quênia, a aproximadamente 800 km de Monbaça. O órgão oficial do Atletismo do Quênia escolheu Mombaça como sede devido à melhor infra-estrutura (como hotéis), se comparada às outras cidades. O Campeonato Mundial de Corta-Mato de 2007 é um dos maiores eventos internacionais de atletismo realizados pelo Quênica desde os Jogos Afrianos de 1987, que foi sediado em Nairobi. Outro grande evento sediado pelo Quênia foi a Copa do Mundo de Críquete de 2003.
Outras cidades candidatas foram Miami, nos Estados Unidos, e Madri, na Espanha, mas ambas retiraram suas candidaturas antes da votação final.O Campeonato Mundial de Corta-Mato já havia sido sediado no continente africano por três vezes anteriormente. Em 1975 e 1998, foi sediado em Marrocos, enquanto a África do Sul foi a sede de 1996.
Houve ainda uma Reunião do Conselho da IAAF em Mombaça, onde as cidades-sede para o Campeonato Mundial de Atletismo de 2011 e 2013 foram escolhidas.

## Pista e condições
Mombaça, a cidade-sede, é a segunda maior cidade do país, sendo um centro turístico e cidade portuária, O evento foi realizado no Mombasa Golf Club, localizado na Ilha de Mombaça, a leste da Baía de Kilindini. A pista era curva mas eminentemente plana, e o terreno embaixo da pista era de grama.
O clima era ensolarado, quente e úmido, típico da cidade, resultando em condições exaustantes. Esse tipo de clima pode afetar os competidores que vieram de latitudes distantes, como até mesmo quenianos e etíopes, que geralmente vêm de áreas de planalto. Uma vítima foi Pauline Korikwiang, corredora queniana que tentava defender seu título júnior feminino e abandonou a prova a 1 km da linha de chegada.

## Resultados

### Corrida Longa Masculina

#### Individual
| Medalha | Atleta               | País     | Tempo     |
| Ouro    | Zersenay Tadese      | Eritreia | 35:50 min |
| Prata   | Moses Mosop          | Quênia   | 36:13 min |
| Bronze  | Bernard Kipyego      | Quênia   | 36:37 min |
|         | Resultados completos |          |           |

#### Equipas
| Medalha | Selecção | Marca   |
| Ouro    | Quênia · Moses Mosop (2º) · Bernard Kipyego (3º) · Gideon Ngatuny (4º) · Hosea Macharinyang (5º) · Michael Kipyego (6º) · Edwin Soi (8º)               | 28 pts  |
| Prata   | Marrocos · Anis Selmouni (13º) · Ahmed Baday (17º) · Abderrahim Goumri (20º) · Abdelhadi El Mouaziz (30º) · Mourad Marofit (32º) · Brahim Beloua (34º) | 146 pts |
| Bronze  | Uganda · Martin Toroitich (9º) · Moses Aliwa (19º) · Isaac Kiprop (25º) · Wilson Busienei (36º) · James Kibet (38º) · Francis Musani (58º)             | 185 pts |
|         | Resultados completos por equipas |         |

### Corrida Júnior Masculina

#### Individual
| Medalha | Atleta                  | País   | Tempo     |
| Ouro    | Asbel Kiprop            | Quênia | 24:07 min |
| Prata   | Vincent Kiprop          | Quênia | 24:12 min |
| Bronze  | Mathew Kipkoech Kisorio | Quênia | 24:23 min |
|         | Resultados completos    |        |           |

#### Equipas
| Medalha | Selecção                         | Marca  |
| Ouro    | Quênia                           | 10 pts |
| Prata   | Eritreia                         | 44 pts |
| Bronze  | Etiópia                          | 54 pts |
|         | Resultados completos por equipas |        |

### Corrida Longa Feminina

#### Individual
| Medalha | Atleta               | País          | Tempo     |
| Ouro    | Lornah Kiplagat      | Países Baixos | 26:23 min |
| Prata   | Tirunesh Dibaba      | Etiópia       | 26:47 min |
| Bronze  | Meselech Melkamu     | Etiópia       | 26:48 min |
|         | Resultados completos |               |           |

#### Equipas
| Medalha | Selecção | Marca  |
| Ouro    | Etiópia · Tirunesh Dibaba (2ª) · Meselech Melkamu (3ª) · Gelete Burika (4ª) · Wude Ayalew (10ª)                | 19 pts |
| Prata   | Quênia · Florence Jebet Kiplagat (5ª) · Pamela Chepchumba (6ª) · Priscah Ngetich (7ª) · Vivian Cheruiyot (8ª)  | 26 pts |
| Bronze  | Marrocos · Zhor El Kamch (11ª) · Mariem Alaoui Selsouli (17ª) · Hanane Ouhaddou (33ª) · Malika Benlafkir (38ª) | 99 pts |
|         | Resultados completos por equipas                                                                               |        |

### Corrida Júnior Feminina

#### Individual
| Medalha | Atleta                  | País   | Tempo     |
| Ouro    | Linet Chepkwemoi Barasa | Quênia | 20:52 min |
| Prata   | Mercy Kosgei            | Quênia | 20:59 min |
| Bronze  | Veronica Wanjiru        | Quênia | 21:10 min |
|         | Resultados completos    |        |           |

#### Equipas
| Medalha | Selecção                         | Marca  |
| Ouro    | Quênia                           | 13 pts |
| Prata   | Eritreia                         | 33 pts |
| Bronze  | Etiópia                          | 36 pts |
|         | Resultados completos por equipas |        |